# 第19集团军 (德国国防军)
第19集团军（德語：19.Armee）是二战德国國防軍的一支集团军，由駐守法國的軍隊組織建成，在1943-44年對抗登陸的盟軍發揮了巨大作用。1945年後撤退至德國本土，並在當年4月底在斯圖加特附近被美軍消滅。

## 延伸閱讀
- Tessin, Georg, (1976). Verbände und Truppen der deutschen Wehrmacht und Waffen-SS im Zweiten Weltkrieg 1939-1945 (Volume IV), Biblio Verlag, Osnabrück.  ISBN 3-7648-1083-1.